# Martin Laciga
Martin Laciga (Aarberg, 25 de enero de 1975-22 de agosto de 2023) fue un deportista suizo que compitió en voleibol, en la modalidad de playa. Compitió haciendo pareja con su hermano Paul.
Ganó una medalla de plata en el Campeonato Mundial de Vóley Playa de 1999 y seis medallas en el Campeonato Europeo de Vóley Playa entre los años 1997 y 2002.
Participó en tres Juegos Olímpicos de Verano, ocupando el quinto lugar en Sídney 2000, el quinto lugar en Atenas 2004 y el noveno en Pekín 2008.

## Palmarés internacional
| Campeonato Mundial | Campeonato Mundial         | Campeonato Mundial | Campeonato Mundial |
| Año                | Lugar                      | Medalla            | Pareja             |
| ------------------ | -------------------------- | ------------------ | ------------------ |
| 1999               | Marsella (Francia)         | Medalla de plata   | Paul Laciga        |
| Campeonato Europeo |                            |                    |                    |
| Año                | Lugar                      | Medalla            | Pareja             |
| 1997               | Roma (Italia)              | Medalla de bronce  | Paul Laciga        |
| 1998               | Rodas (Grecia)             | Medalla de oro     | Paul Laciga        |
| 1999               | Palma de Mallorca (España) | Medalla de oro     | Paul Laciga        |
| 2000               | Bilbao (España)            | Medalla de oro     | Paul Laciga        |
| 2001               | Jesolo (Italia)            | Medalla de plata   | Paul Laciga        |
| 2002               | Basilea (Suiza)            | Medalla de plata   | Paul Laciga        |